# 1953年伊朗議會解散公投
1953年8月，舉行了伊朗議會解散公投，這是伊朗有史以來舉行的第一次公投。
公投後，有人討論再次舉行公投以廢除巴勒維王朝並使伊朗成為共和國，但不久後穆罕默德·摩薩台政府就被政變推翻。

## 時間軸
- 7月12日：首相穆罕默德·摩薩台公開宣布他打算舉行全民公投，要求人們在他的政府或第17屆議會之間做出選擇。
- 7月14日：內閣批准舉行公投的決定。
- 8月3日：全民投票在德黑蘭舉行。
- 8月10日：在其它城市舉行公投。
- 8月13日：內政部公佈了正式的民調結果。
- 8月16日：穆罕默德·摩薩台正式宣布解散議會。
- 8月19日：政府在政變中被推翻。

## 投票方式
投票不是秘密的，有兩個獨立的投票站，即穆罕默德·摩薩台的反對者必須在一個單獨的帳篷裡投票。批評者指出，公投忽視了民主對無記名投票的要求。

## 反應

### 國內
- 阿亞圖拉阿布-卡西姆·卡沙尼表示，參加這樣的公投是非法的（宗教禁止的）。然而，阿亞圖拉海珊·博魯傑爾迪（英语：Hossein Borujerdi）支持公投。
- 沙阿穆罕默德-禮薩·巴勒維宣稱該結果「具有欺詐性」。

### 國際
- 1953年8月5日，美國總統德懷特·艾森豪在西雅圖舉行的州長集會上批評穆罕默德·摩薩台的決定，並指出該決定得到了共產黨的支持。《紐約時報》8月4日發表的一篇社論將這次選舉描述為「比希特勒或史達林統治下舉行的任何一次選舉都更加荒誕和滑稽」，也是穆罕默德·摩薩台「讓自己成為該國無可爭議的獨裁者」的努力。